# Maserati Spyder
La Maserati Spyder è un'autovettura sportiva costruita dalla casa automobilistica italiana Maserati dal 2001 al 2007 in due versioni, denominate GT e CambioCorsa.

## Il contesto

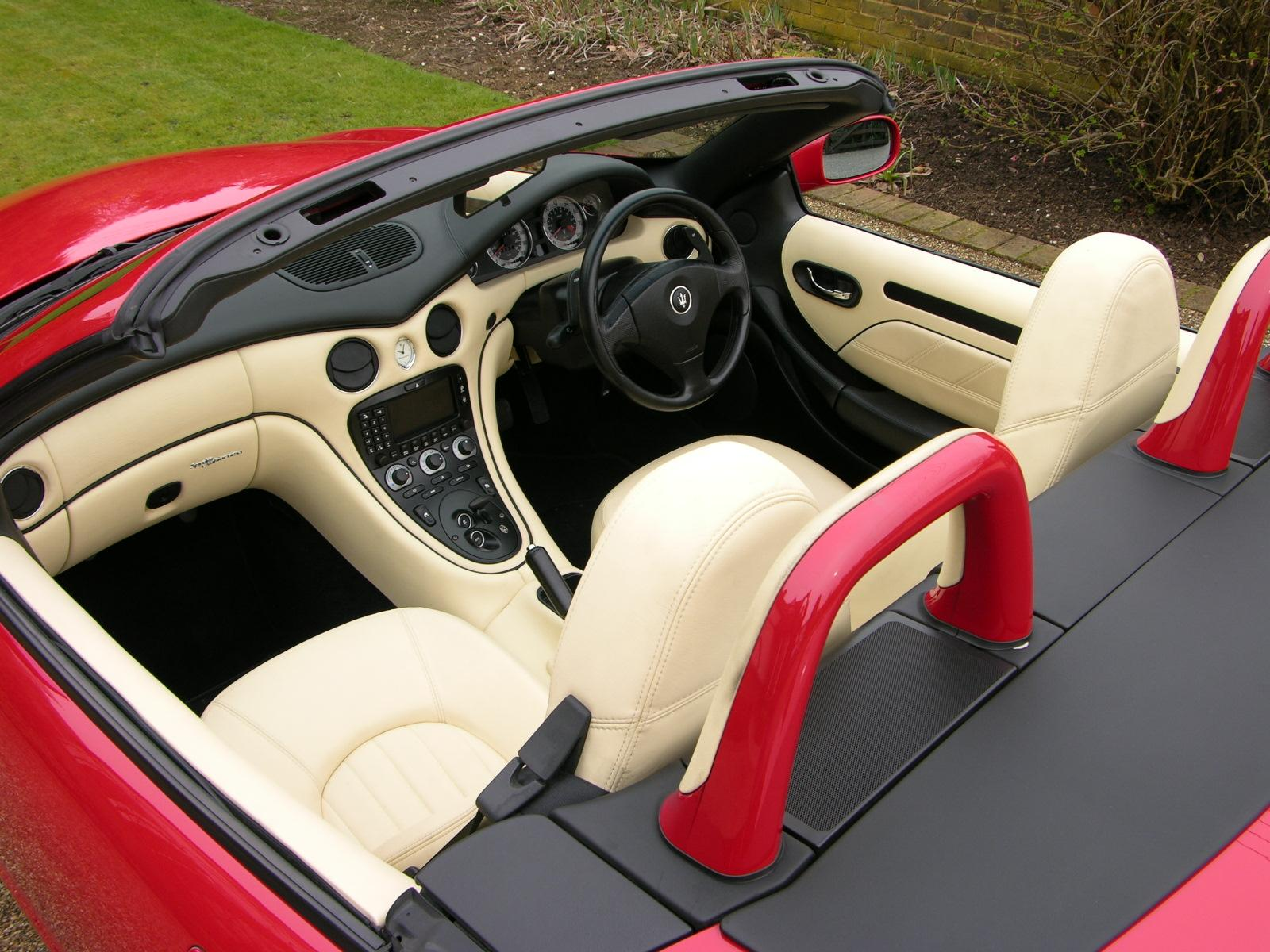
Interni di una Spyder

Con questo modello la Maserati tornò a produrre una spider dopo sette anni d'assenza dal relativo mercato. Entrambe le versioni furono presentate al pubblico al salone dell'automobile di Francoforte nel settembre del 2001. La “CambioCorsa” fu la prima vettura Maserati a montare un cambio i cui ritrovati tecnologici provenivano dalla Formula 1.
La “Spyder” derivava direttamente dalla 3200 GT, ma ci fu una vera e propria evoluzione nello studio per il nuovo modello, a partire dal motore, che fu lo stesso poi montato sulla Coupé l'anno seguente. La linea invece si ispirava parecchio alla 3200 GT di Giugiaro, ma con un passo molto più corto, più appropriato per una biposto e più idoneo a rendere la vettura più agile nella guida sportiva. Altre novità rispetto al modello precedente, che esaltavano le caratteristiche sportive, furono la trasmissione tipo transaxle ed il telaio completamente rivisto.
Rispetto alla "3200 GT" ci fu la riprogettazione dei fanali posteriori, che traeva origine da un sondaggio effettuato nei confronti dei clienti negli Stati Uniti.
Una tecnologia che fu proposta era il “Maserati Info Center”, cioè un display a colori in cui erano mostrati i comandi per il computer di bordo, l'impianto hi-fi ed il climatizzatore. Come optional era possibile avere il navigatore satellitare.
Le versioni disponibili erano due: la GT e la CambioCorsa, dove la differenza consisteva nel tipo di cambio, nel primo caso si trattava di un cambio completamente manuale a sei rapporti più la retromarcia con i rapporti degli ingranaggi che erano 3,286 (per la prima marcia), 2,158 (per la seconda), 1,609 (per la terza), 1,269 (per la quarta) e 1,034 (per la quinta), 0,848 (per la sesta) e 3,565 (per la retromarcia). Il rapporto di riduzione era di 01.03,7.

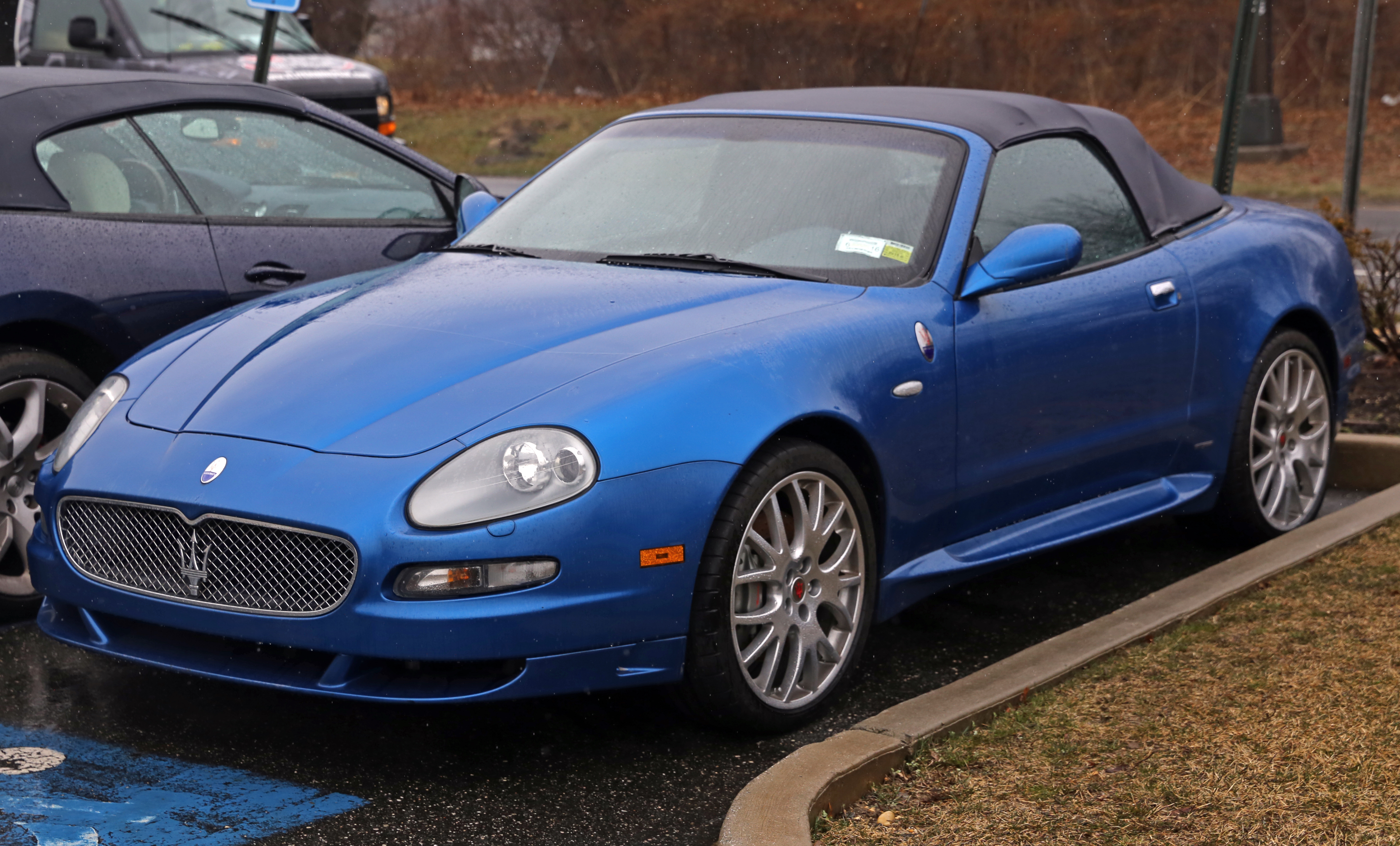
Maserati Spyder restyling 2005 nella versione 90th Anniversary

Per la “Spyder CambioCorsa” erano invece disponibili quattro diverse selezioni della trasmissione automatica, il cui innesto era effettuato elettricamente: 
- “Sport”: era la selezione che consentiva una guida più sportiva;
- “Auto”: per un cambio completamente automatico;
- “Ice”: utilizzata per ridurre la coppia e rendere il veicolo più governabile in caso di condizioni più difficoltose della strada;
- “Normal”: adatta per mantenere la marcia della vettura più regolare riducendo i consumi.

Negli anni successivi ci furono delle piccole rivisitazioni che offrivano un miglioramento del modello: alla capote fu unito un lunotto in vetro e nel 2006, come per la versione coupé, ci fu un restyling estetico del veicolo che coinvolse soprattutto la calandra. Venne anche migliorata la parte motoristica con un leggero aumento delle prestazioni e la denominazione divenne GranSport Spyder.
Infine venne resa disponibile una serie di optional chiamati nel suo complesso “Vintage”, comprendenti prese d’aria cromate installate sui parafanghi anteriori che ricordavano l'estetica della 3500 GT.

## Caratteristiche tecniche
L'accensione era integrata all'impianto d'alimentazione, che comprendeva un sistema di iniezione Bosch tipo “ME 7.3.2” ed un acceleratore ad attuazione elettronica “drive-by-wire”. La lubrificazione era a carter secco con pompe in unico sistema, che era a sua volta coadiuvato da una pompa di refrigerazione. Il sistema di raffreddamento era a circolazione d’acqua. La distribuzione era a quattro valvole per cilindro, due alberi a camme in testa per bancata azionati da catene ed un variatore di fase continuo.

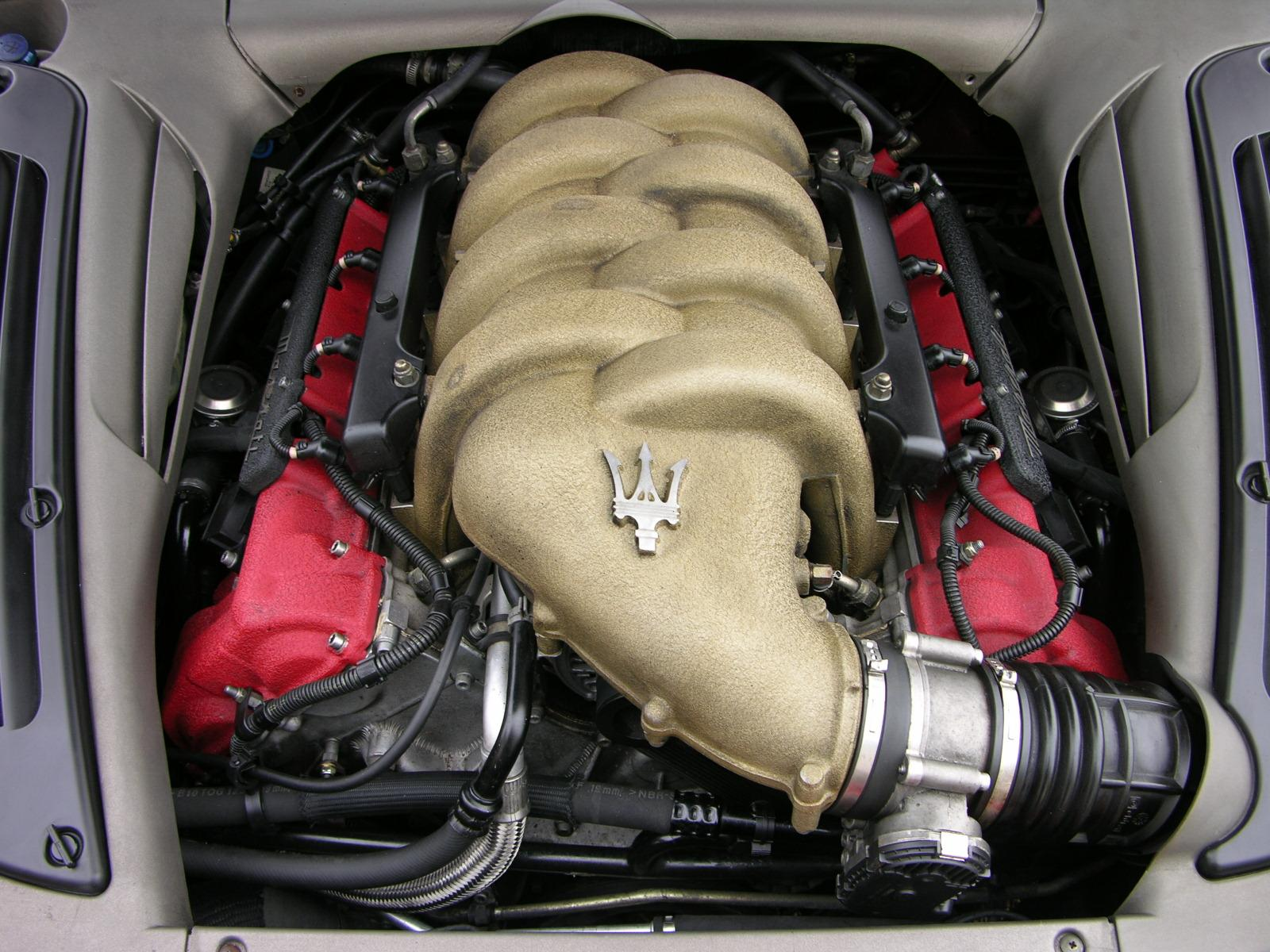
Motore da 4200 cm³ di una Maserati Spyder

Il motore era il Ferrari F136, un V8 di 90° con basamento e testata in lega di alluminio. L'alesaggio e la corsa erano rispettivamente di 92 mm e 80 mm, mentre la cilindrata era di 4244 cm³ ed il rapporto di compressione di 11:1. La potenza erogata dal propulsore era di 390 CV a 7000 giri al minuto, anche se il regime massimo arrivava a 7600. La coppia massima era di 451 Nm a 4500 giri al minuto.
La trazione era posteriore, mentre la frizione era bidisco a secco attuata idraulicamente.
Il telaio era un monoscocca in acciaio a struttura tubolare. Le sospensioni anteriori avevano una geometria definita “antidive”, mentre quelle posteriori possedevano un puntone supplementare antirollio e barre per il controllo della convergenza. Entrambe erano formate da quadrilateri articolati in lega leggera, con ammortizzatori base, molle elicoidali e barra stabilizzatrice. Era possibile avere le sospensioni posteriori tipo Skyhook, che presentavano un controllo automatizzato delle stesse ed una migliore manovrabilità. I freni erano a disco autoventilanti della Brembo, con ABS ed EBD della Bosch. Lo sterzo era servoassistito con cremagliera.
La carrozzeria era di tipo spider con 2 porte e 2 posti, con capote automatica. La distribuzione dei pesi era 53% per la parte anteriore e 47% per quella posteriore.
La velocità massima raggiunta dal modello era di 282,1 km/h a 7000 giri al minuto, ed accelerava da 0 a 100 a km/h in 5,0 secondi.